# Keomah Village (Iowa)
Keomah Village – miasto w Stanach Zjednoczonych, w stanie Iowa, w hrabstwie Mahaska. Zgodnie ze spisem statystycznym z 2000 roku, miasto liczyło 97 mieszkańców.